# Gott ist mein König
Gott ist mein König (Bóg jest moim królem, BWV 71) – kantata religijna Johanna Sebastiana Bacha, przeznaczona na inaugurację Rady Miasta w Mühlhausen/Thüringen.
Utwór powstał w 1708 r. w Mühlhausen/Thüringen, a jego pierwsze wykonanie miało miejsce 4 kwietnia tego samego roku.
Autor słów do części 5 i 7 jest nieznany. Pozostałe fragmenty mają głównie pochodzenie starotestamentowe. Tekst części 1 oraz 4 i 6 został zaczerpnięty z Psalmu 74, część 2 pochodzi z 2 Księgi Samuela oraz z tekstu Johanna Heermanna z 1630 r., natomiast część 3 − z Księgi Powtórzonego Prawa oraz Księgi Rodzaju.
Autograf utworu (faksymile) znajduje się w archiwach Staatsbibliothek w Berlinie.

## Części kantaty
1. Chór tutti Gott ist mein König
2. Aria i chorał Ich bin nun achtzig Jahr (solowe głosy tenoru i sopranu)
3. Chór Dein Alter sei wie deine Jugend
4. Arioso Tag und Nacht ist dein (bas)
5. Aria Durch mächtige Kraft (alt)
6. Chór Du wollest dem Feinde nicht geben die Seele
7. Chór tutti Das neue Regiment

## Obsada
- głosy solowe: sopran, alt, tenor, bas
- chór (czteroosobowy, w głosach S A T B)
- trzy trąbki
- kotły
- dwa flety
- dwa oboje
- fagot
- dwoje skrzypiec
- altówka
- wiolonczela
- basso continuo